# 한스 마스
한스 마스(독일어: Hans Maaß, 1911년 6월 17일 ~ 1992년 4월 15일)는 독일의 수학자다. 모듈러 형식을 일반화한 마스 파동 형식을 도입하였다.
1935년에서 1938년 사이에는 나치 당의 준군인 조직인 나치 자동차 부대(Nationalsozialistisches Kraftfahrkorps, NSKK)의 회원이었다.